# 布拉格攻勢
布拉格攻勢（俄语：Пражская стратегическая наступательная операция）是蘇聯紅軍在第二次世界大戰歐洲戰場的最後一次攻勢行動，該攻勢和進攻布拉格的戰役在1945年5月6日至5月11日進行，該戰役特別值得記載是因為它是在納粹德國於5月8日投降後才結束的，而戰役進行時亦出現布拉格起義。
布拉格在該蘇軍攻勢中被完全攻佔，德國中央集團軍各部或被消灭，或被俘虏及投降，全军覆没。中央集團軍直到柏林陷落後9天和第二次世界大戰歐戰勝利紀念日3天後才投降。

## 背景
從4月30日至5月1日，武裝親衛隊上級首領及警察首長卡爾-赫爾曼·弗蘭克在布拉格電台宣佈，任何起義行動均會被投入“血海”，弗蘭克亦是武裝親衛隊將軍，布拉格的情況是不穩定的，弗蘭克知道蘇軍有數個軍正向布拉格前進，更危急的是，他面對布拉格的人民正準備迎接大規模解放行動。

## 戰況
蘇軍進攻布拉格遇到德軍在歐洲戰場最後的抵抗，進攻由烏克蘭第1（伊萬·科涅夫指揮）、第2（羅季翁·雅科夫列維奇·馬利諾夫斯基指揮）及第4方面軍（安德烈·葉廖緬科指揮）實施，而蘇軍這些方面軍中包括波蘭第2軍團、羅馬尼亞第1及第4軍團和捷克第1軍，蘇軍進攻部隊共有2百萬人，為了參加布拉格攻勢，烏克蘭第1方面軍的部隊在完成柏林戰役後從柏林以南進軍以參加此戰役。
與蘇軍對陣的是由費迪南德·舍納爾陸軍元帥指揮的、擁有超過900,000人的德國中央集團軍：德國第1裝甲軍團、第4裝甲軍團、第7軍團和第17軍團。除了中央集團軍的殘餘，德軍在布拉格附近的部隊還包括只餘下等同軍級規模的由洛塔爾·倫杜利克率領的德國南方集團軍及德國東普鲁士集團軍。
5月7日“德意志國防軍最高統帥部”作戰局局長阿爾弗雷德·約德爾在盟國遠征軍最高統帥部簽訂德國無條件投降書，國防軍最高統帥部在5月2日最後一次接到舍納爾的報告，他報告他將會向西前進及率領他的集團軍向美軍投降，5月8日一名國防軍最高統帥部軍官通過美軍戰線探訪舍納爾，該軍官報告舍納爾已命令实行投降，但不能保證手下必定遵從，當日後舍納爾放棄指揮權及逃往奧地利，5月18日在奧地利被美軍拘捕。
當到達時，蘇軍攻擊在布拉格的德軍殘餘及援助在布拉格起義中戰鬥的捷克遊擊隊，起義從1945年5月5日開始，5月8日在布拉格市內與捷克遊擊隊戰鬥的德軍同意撤走。   
捷克遊擊隊在戰鬥中得到俄羅斯解放軍的第1步兵師（德軍第600步兵師）的支持，俄羅斯解放軍第1步兵師由謝爾蓋·布亞琴科指揮，他的師團直至4月30日仍繼續效忠於軸心國及由納粹德國指揮，俄羅斯解放軍第1步兵師由從俄羅斯族的反史達林分子組成，它當時被部署在起義人士的外圍及支援捷克遊擊隊對抗德軍，俄羅斯解放軍由前蘇聯將軍安德烈·弗拉索夫建立，以作為一支反共產主義的部隊作戰以對抗布爾什维克，俄羅斯解放軍已準備好避開蘇軍及向美軍投降。
5月8日布亞琴科將軍及其俄羅斯解放軍第1步兵師向美軍尋求難民身分，但布亞琴科、弗拉索夫及其他俄羅斯解放軍將軍卻被拘捕及交給蘇軍，他們在被帶回蘇聯後被處死或關進由古拉格管理的死亡集中營做苦工。   
1945年5月9日蘇軍進入布拉格，一些中央集團軍的殘餘部隊繼續抵抗至5月11日（一些資料說是5月12日），烏克蘭第2方面軍的左翼與美國第3軍團（喬治·巴頓）的部隊在捷克布杰约维采和皮賽克地區會師，因而完成包圍，之後烏克蘭第1及第2方面軍與美軍在卡羅維發利及克拉托維會師，逃離布拉格的德軍士兵、德國人及少數捷克前納粹原居民對前進的蘇軍大感震驚及完全潰散，個別蘇軍針對德國平民、戰俘及從捷克被驅逐的德國人的攻擊在捷克戰前政府領導人爱德華·貝奈斯督導下持續至秋季。

## 總結
5月5日伊曼紐·摩拉維克自殺，摩拉維克在捷克人心目中是惡名昭彰的叛國者及與納粹德國的通敵者，他被稱為“捷克的維德孔·吉斯林”。
5月14日伊米爾·哈卡在布拉格被拘捕及立即被轉往一座囚犯醫院，哈卡是波希米亞和摩拉維亞保護國的總統，這是一個在1939年由大德意志帝國成立的被保護國，他在6月26日被秘密處決。
5月中布拉格市長約瑟夫·普菲茨納博士被公開吊死，而捷克蘇台德地區的納粹黨領袖、蘇台德地區大區長官康拉德·亨萊因亦同時自殺。1946年5月22日黨衛隊上級集團領袖卡爾·赫曼·法蘭克在被控戰爭罪行之後被處以绞刑。
威廉·弗利克是一位突出的納粹官員，在紐倫堡審判中被控戰爭罪行，於1946年10月16日被處決，弗立克亦是負責波希米亞和摩拉維亞保護國的禮節官員。
武裝親衛隊全國總指揮库尔特·達呂格被美軍捕獲及引渡至捷克斯洛伐克，他被捷克人控以戰爭罪行及在1946年10月24日被處決，達呂格亦是親衛隊國家安全部的官員及波希米亞和摩拉維亞保護國總督。
為嘉獎該行動的參與者，蘇聯頒發解放布拉格獎章。

## 參戰部隊

### 蘇聯
- 第31軍團
- 烏克蘭第1方面軍
  - 波蘭第2軍團
- 烏克蘭第2方面軍
  - 羅馬尼亞第1軍團
  - 羅馬尼亞第4軍團
- 烏克蘭第4方面軍
  - 捷克第1軍

### 德國
- 德國中央集團軍
  - 第7軍團
  - 第4裝甲軍團
  - 第17軍團
  - 第1裝甲軍團
- 德國東省集團軍

## 損失

### 蘇聯
- 人員
  - 11,997人陣亡
  - 40,501人受傷及染病
  - 共52,498人[10]

- 裝備[10]
  - 373輛坦克及自走炮
  - 1,006門火炮
  - 80架飛機

### 德國
中央集團軍投降，幾乎所有人員被殺、受傷或被俘（~850,000人）。

## 參看
- 柏林戰役 - 1945年
- 維也納攻勢 - 1945年
- 布拉格起義 - 1945年
- 第二次世界大戰歐洲戰場結束

## 附錄
- Glantz, David M., and Jonathan House. When Titans Clashed: How the Red Army Stopped Hitler. (Lawrence, Kansas: UP of Kansas, 1995. ISBN 0700608990)
- Taylor A.J.P. (1975), Second Word War: An illustrated history
- Ziemke, Earl F. battle for Berlin: end of the Third Reich
- Советская военная энциклопедия (Soviet Military Encyclopedia), vol. 6 (In Russian).
  - The Soviet Military Encyclopedia, A-F: ISBN 0-8133-1429-1, G-O: ISBN 0-8133-1430-5, P-Z: ISBN 0-8133-1431-3
- Glantz, D. & House, J., When Titan's Clashed.
- Konev, I., Year of Victory.
- Ziemke, E.F., Stalingrad to Berlin.